# Tequila Sunrise (film)
Tequila Sunrise är en amerikansk romantisk actionthriller från 1988 i regi av Robert Towne med Kurt Russell, Mel Gibson och Michelle Pfeiffer i huvudrollerna. Filmen hade Sverigepremiär den 3 mars 1989.

## Handling
Den före detta knarklangaren Dale McKussic, som försöker hålla sig på rätt sida om lagen, brukar ofta hålla till på restaurangen "Vallenaris", då han är intresserad av restaurangens ägare, Jo Ann Vallenari. Dales gamle vän Nick Frescia, som jobbar med narkotikaspaning, försöker sätta fast den mexikanske kokainlangaren Carlos och söker upp Dale på "Vallenaris" för att försöka få uppgifter om Carlos och smugglingen. Trots deras vänskap så är Nick skyldig att föra Dale inför rätta om han börjar sälja droger igen. Trots det går Dale med på att avslöja detaljer om han får vara med på polispådraget när Carlos båt anländer till Los Angeles vid nästa smuggling.

## Om filmen
Filmen är inspelad i Manhattan Beach, Los Angeles i Kalifornien.
Enligt producenten Thom Mount var Alec Baldwin det ursprungliga valet att spela "Nick" Frescia och han provspelade till och med för rollen två gånger. Även Nick Nolte, Jeff Bridges och Harrison Ford var aktuella att spela någon av huvudrollerna i filmen.

## Rollista (i urval)
- Mel Gibson - Dale "Mac" McKussic
- Michelle Pfeiffer - Jo Ann Vallenari
- Kurt Russell - Nicholas "Nick" Frescia
- Raúl Juliá - Carlos/Xavier Escalante
- J.T. Walsh - DEA Agent Hal Maguire
- Gabriel Damon - Cody McKussic
- Arliss Howard - Gregg Lindroff
- Arye Gross - Andy Leonard
- Daniel Zacapa - Arturo
- Eric Thiele - Vittorio Vallenari